# شهریاری ایلام
شهریاری ایلام کتابی از والتر هینتس با ترجمهٔ پرویز رجبی است که در سال ۱۳۸۷ منتشر و در مراسم کتاب سال جمهوری اسلامی ایران به‌عنوان کتاب برگزیده معرفی شد.